# Philaronia
Philaronia is een geslacht van halfvleugeligen uit de familie Aphrophoridae. De wetenschappelijke naam van dit geslacht is voor het eerst geldig gepubliceerd in 1899 door Ball.

## Soorten
Het geslacht Philaronia omvat de volgende soorten:
- Philaronia abjecta (Uhler, 1876)
- Philaronia bilineata (Say, 1830)